# Even In The Shadows
«Even In The Shadows» —Incluso en las Sombras— es el tercer sencillo de la cantante irlandesa Enya extraído de su octavo álbum de estudio llamado Dark Sky Island. El sencillo se estrenó el 13 de noviembre de 2015, una semana antes que el mismo álbum.

## Antecedentes
Un pequeño extracto de este nuevo tema pudo oírse en un video promocional de 'Dark Sky Island' donde se aprecian todos los temas de la edición estándar del disco. El 12 de noviembre, Enya hizo un anuncio oficial del lanzamiento del sencillo para el día siguiente en todas sus plataformas de redes sociales. Así mismo anunció que Even In The Shadows sería transmitida de manera exclusiva y oficial en el programa radial de Ken Bruce en BBC Radio 2 el día 13.

## Lista de temas

### Edición Digital
| Even In The Shadows |                       |          |  |
| N.º                 | Título                | Duración |  |
| 1.                  | «Even In The Shadows» | 4:14     |  |
| 4:14                |                       |          |  |

### Edición en CD
| Even In The Shadows |                       |          |  |
| N.º                 | Título                | Duración |  |
| 1.                  | «Even In The Shadows» | 4:14     |  |
| 2.                  | «The Humming...»      | 3:44     |  |
| 7:58                |                       |          |  |